# Archie Clement

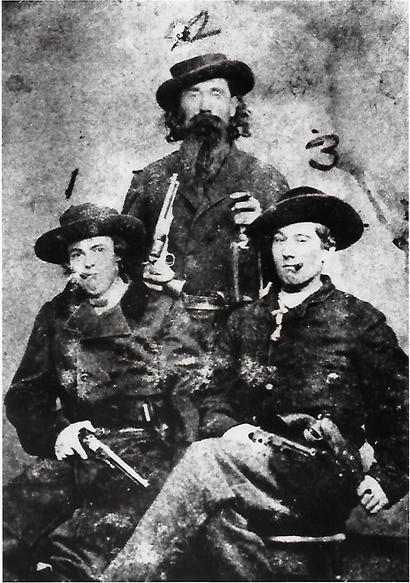
De izquierda a derecha: Arch Clements, Dave Pool y Bill Hendricks blandiendo revólveres en Sherman, Texas, 1863.

Archie Clement (1 de enero de 1846 - 13 de diciembre de 1866), también conocido como «Little Arch» o «Little Archie», fue un líder guerrillero estadounidense proconfederado durante la Guerra de Secesión, conocido por su brutalidad hacia soldados unionistas y civiles pro-Unión en el estado de Misuri.

## Primeros años y la Guerra de Secesión
Clement nació en el Condado de Stokes (Carolina del Norte) y fue llevado a Misuri por su familia cuando era niño. Al inicio de la guerra, su familia residía en Big Creek Township, Condado de Cass, Misuri. Como guerrillero o «bushwhacker» confederado, Clement ganó notoriedad en 1864 como teniente de William "Bloody Bill" Anderson. Se convirtió en su seguidor más fiel —o como lo llamó un enemigo: «el degollador y principal demonio de Anderson». Medía poco más de 1.52 metros y pesaba unos 59 kg, lo que contrastaba con su ferocidad. Anderson (o uno de sus hombres) dejó una nota en el cuerpo de un unionista muerto tras un combate particularmente cruel:
«Vienes a cazar bushwhackers. Ahora estás escalpelado. Clemyent te escalpeló. Wm. Anderson.»
Clement participó en todas las operaciones importantes de la banda de Anderson en 1864, incluyendo la masacre de Centralia, donde los guerrilleros detuvieron un tren del Ferrocarril del Norte de Misuri, robaron a los pasajeros y asesinaron a 22 soldados unionistas desarmados que regresaban de permiso desde la campaña de Atlanta. Dejaron vivo a un sargento como posible intercambio de prisioneros. Los demás fueron ejecutados, y sus cuerpos fueron escalpelados y mutilados.
Tras la muerte de Anderson a manos de milicias unionistas el 27 de octubre de 1864, Clement asumió el mando y continuó luchando hasta el año siguiente. Tras la rendición del general Robert E. Lee en Virginia, la banda de Clement siguió activa, llegando incluso a exigir la rendición de Lexington. Aunque algunos compañeros, como Dave Poole, se rindieron, Clement y Jesse James siguieron armados. El 15 de mayo de 1865, se enfrentaron a una patrulla de caballería de la Unión y Jesse James resultó gravemente herido.

## Posguerra
A partir de 1866, Clement y sus seguidores se dedicaron al robo de bancos, sobre todo aquellos asociados a unionistas. El 13 de febrero, un grupo de pistoleros ejecutó el primer atraco a un banco a plena luz del día en tiempos de paz en la historia de Estados Unidos: asaltaron la Clay County Savings Association en Liberty, llevándose más de 58.000 dólares en efectivo y bonos. El banco pertenecía a exoficiales de milicias unionistas que habían organizado el primer mitin del Partido Republicano en el condado. Las autoridades estatales sospecharon de Clement como autor y ofrecieron una recompensa por su captura. Más tarde, la lista de sospechosos incluiría a Frank James, Cole Younger, John Jarrette, Oliver Shepard, Bud y Donny Pence, Frank Gregg, Bill y James Wilkerson, Joab Perry, Ben Cooper, Red Mankus y Allen Parmer. Durante la huida, uno de los asaltantes mató al transeúnte George Wymore. Siguió una serie de atracos, el más claramente vinculado a Clement fue el del banco Alexander Mitchell and Company en Lexington, el 30 de octubre de 1866, donde robaron 2.000 dólares.

## Muerte
Durante la campaña electoral de 1866, Misuri vivió un repunte de violencia política, en gran parte asociada a Clement, quien acosó a las autoridades republicanas. El día de las elecciones en noviembre, lideró un grupo de cien antiguos guerrilleros en Lexington, donde sus disparos e intimidación favorecieron la derrota republicana. El gobernador Thomas C. Fletcher envió una compañía de milicianos al mando del mayor Bacon Montgomery. Clement se retiró, pero volvió el 13 de diciembre. Para evitar una batalla en pleno centro, Montgomery le permitió a Clement registrar a sus hombres en la milicia estatal.
Luego de que los bushwhackers se marcharan, Clement fue al bar del City Hotel. Montgomery envió hombres con una orden de arresto por el atraco en Liberty. Al llegar, lo encontraron bebiendo con un viejo amigo y le pidieron que se rindiera. Clement desenfundó sus revólveres y se inició un tiroteo. A pesar de recibir un disparo en el pecho, logró huir a caballo, pero fue abatido cerca del juzgado. Montgomery se acercó y encontró a Clement intentando montar su revólver con los dientes. Un soldado le preguntó: «Arch, estás muriendo. ¿Qué quieres que hagamos contigo?» A lo que Clement respondió: «He hecho lo que siempre dije... morir antes que rendirme». Montgomery añadió: «Jamás he visto más agallas en mi vida.»
Tras su muerte, su banda continuó robando, siendo perseguida por tropas del gobierno. De sus filas surgiría Jesse James, quien alcanzaría fama criminal pocos años después. Clement fue enterrado en el Cementerio Arnold, cerca de Napoleon, Misuri.